# Loi Krathong

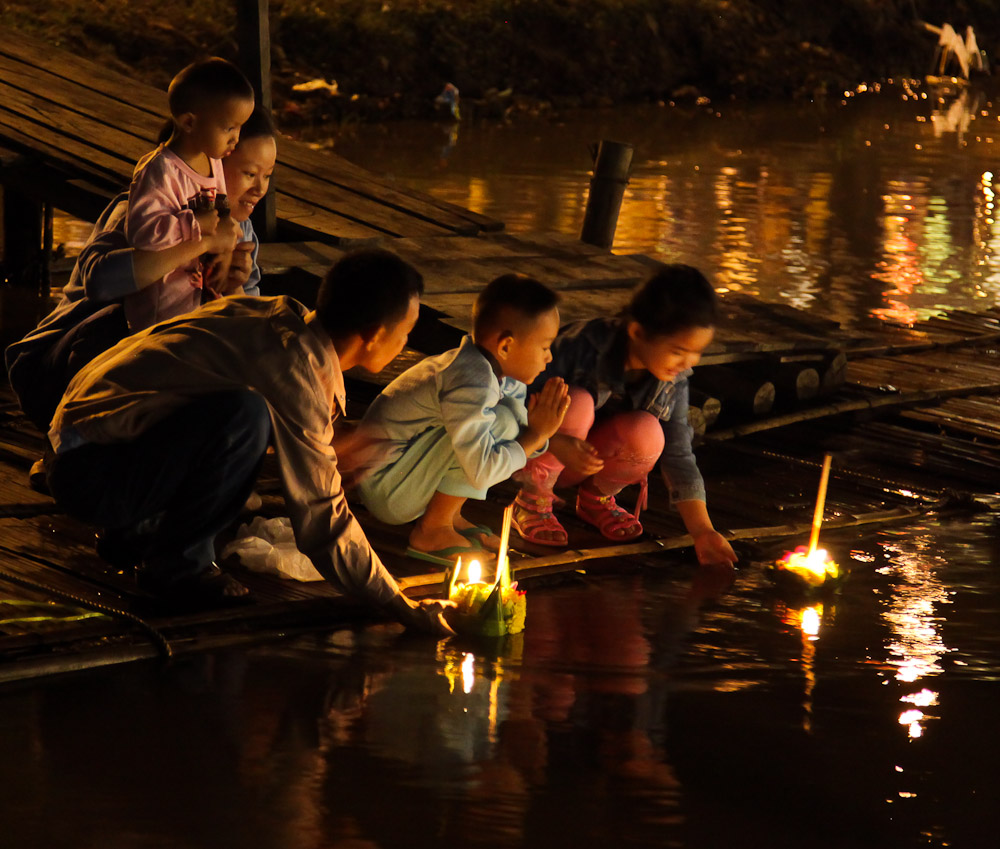
Loi Krathong 2010 in Chiang Mai

Loi Krathong (auch: Loy Krathong, Thai ลอยกระทง) ist das Lichterfest, das in Thailand landesweit am Tag des Vollmonds im zwölften Monat des traditionellen thailändischen Lunisolarkalenders gefeiert wird. Es fällt üblicherweise in den November.

## Verlauf und Bedeutung
Loi bedeutet schwimmen oder schweben, Krathong ist ein kleines Floß, das typischerweise aus einem Teil des Strunks der Bananenstaude gefertigt wird. Neuerdings gibt es auch Flößchen aus Schaumpolystyrol und solche aus Brotteig, die sich nach einer gewissen Zeit umweltfreundlich auflösen und auch den Fischen Nahrung bieten. Das so gestaltete Floß wird mit Bananenblättern, Blumen, Kerzen und Räucherstäbchen geschmückt. Staatliche oder kommunale Büros, Unternehmen, Schulen, Universitäten und andere Organisationen bauen häufig größere und handwerklich sehr aufwändige Krathongs, die oft in Schönheitswettbewerben begutachtet und bewertet werden.
Das Fest stammt vermutlich aus Indien, das als ein Hindufest als Danksagung an die Gottheit des Ganges mit schwimmenden Laternen gefeiert wird, die das ganze Jahr lebenspendend wirken sollen. Die schwimmenden Flöße haben die Bedeutung, allen Ärger, Groll und alle Verunreinigungen der Seele loszulassen, so dass das Leben neu von einer besseren Warte aus begonnen werden kann.
Die Thai machen sich mit Verwandten oder einer größeren Gruppe von Freunden auf; im Sinne eines Volksfestes wird auf den Straßen reichlich gegessen und getrunken. Das Wässern der Flößchen ist auch besonders bei jungen Paaren beliebt, die damit auch ihre Zusammengehörigkeit unterstreichen.
Die Tradition des Loi Krathong begann in Sukhothai und wird heute im ganzen Land gefeiert, wobei die Festlichkeiten in Chiang Mai und Ayutthaya besonders bekannt sind. In Chiang Mai wird das Fest nach der Lanna-Tradition auch Yi Peng (Thai: ประเพณียี่เป็ง) genannt, dann lässt man hunderte kleiner Heißluftballons (Khom Fai – โคมไฟ oder Khom Loi – โคมลอย, wörtlich übersetzt „schwebende Fackeln“) in den nächtlichen Himmel steigen. Außerdem gibt es Umzüge durch die Städte, eine Art nächtliches Pendant zu denen von Songkran. In Bangkok wurde früher am Abend des Loi Krathong auch Feuerwerk abgeschossen, doch ist dies seit 2005 verboten. Auch in Nachbarländern wie Laos und Myanmar wird das Fest gefeiert.

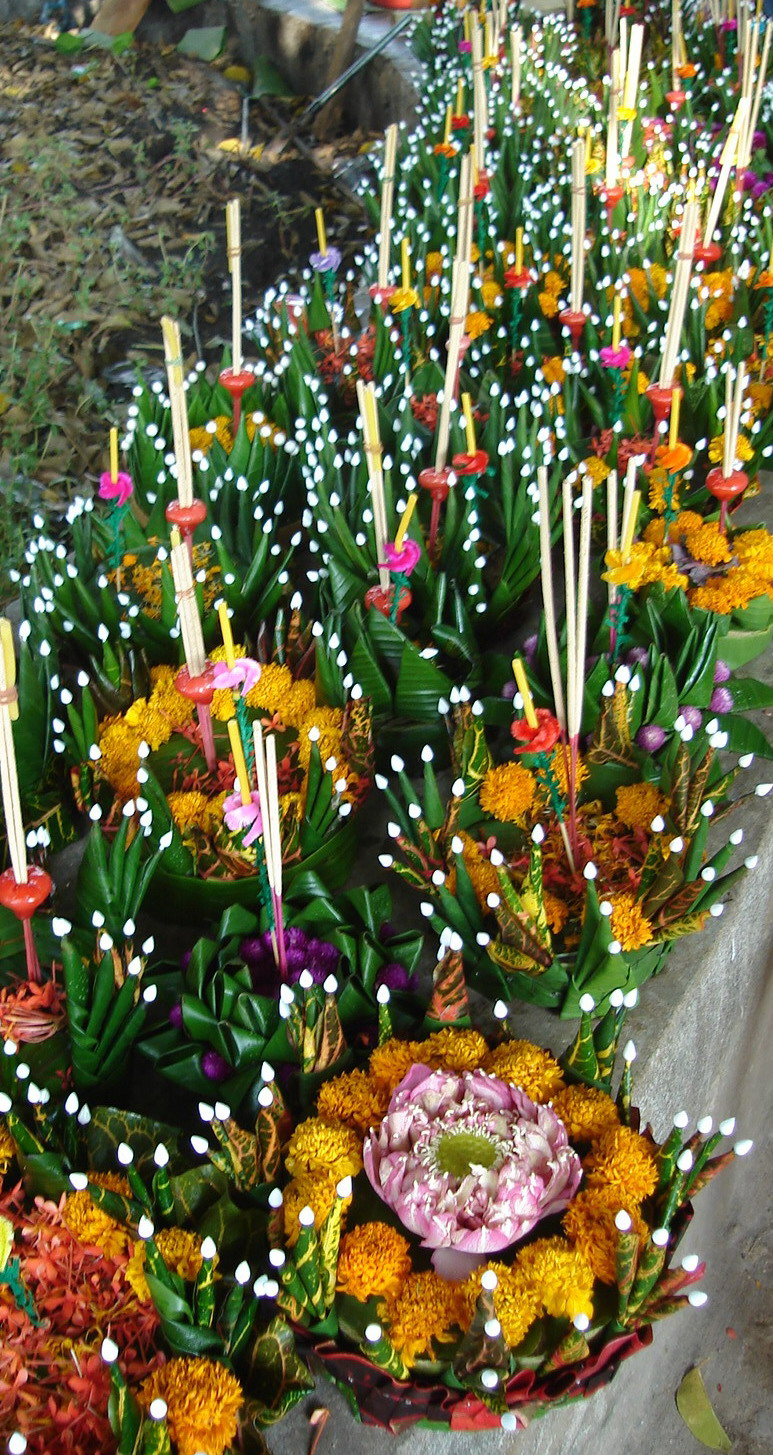
Krathongs zum Verkauf
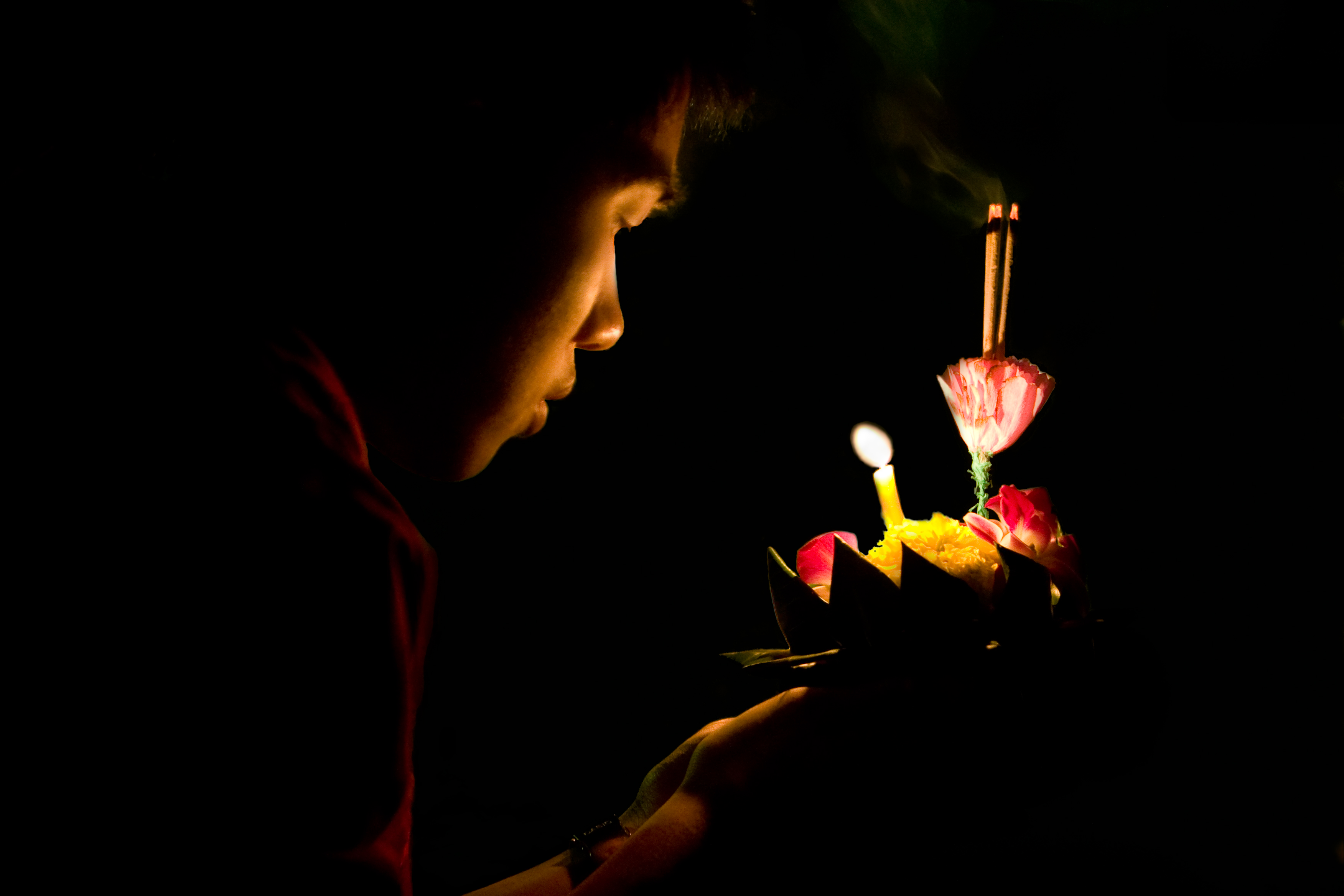
Loi Krathong 2007 im Lumpini Park, Bangkok
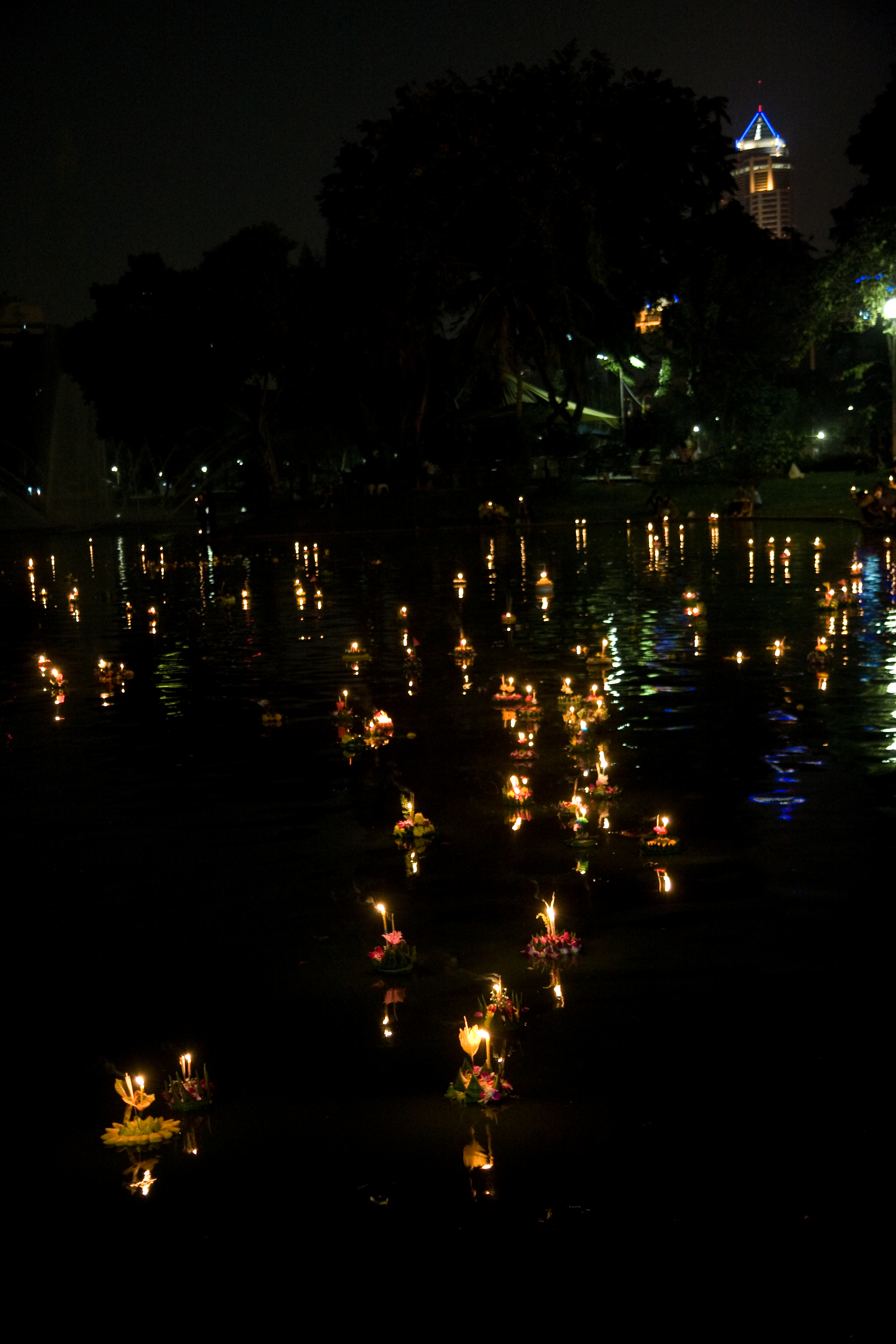
Loi Krathong 2007 im Lumpini Park, Bangkok
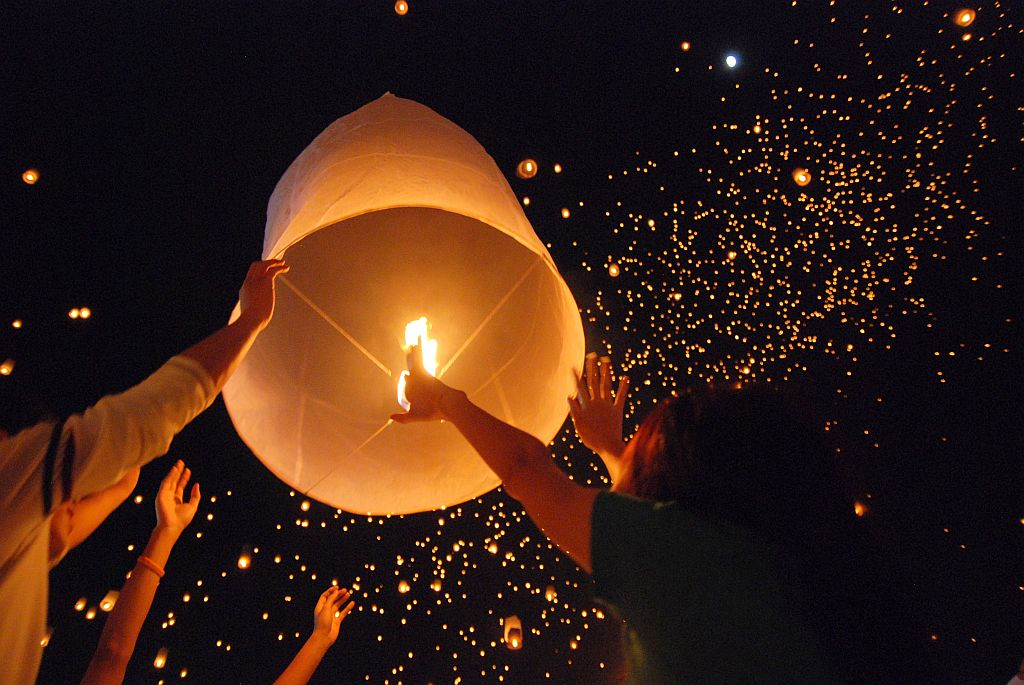
„Schwebende Fackeln“ bei Loi Krathong/Yi Peng 2008 in Mae Cho, Provinz Chiang Mai

## Festdaten
- 2015: 25. November
- 2016: 14. November
- 2017: 3. November
- 2018: 22. November
- 2019: 11. November
- 2020: 31. Oktober
- 2021: 19. November
- 2022: 8. November
- 2023: 28. November
- 2024: 15. November
- 2025: 5. November